# Charles Omenihu
Charles Omenihu (Houston, 20 agosto 1997) è un giocatore di football americano statunitense che milita nel ruolo di defensive end per i Kansas City Chiefs della National Football League (NFL).

## Carriera

### Houston Texans
Omenihu fu scelto nel corso del quinto giro (160º assoluto) del Draft NFL 2019 dagli Houston Texans. Debuttò come professionista subentrando nel secondo turno contro i Jacksonville Jaguars in cui mise a segnò 2 tackle e un sack con cui forzò un fumble su Gardner Minshew nella vittoria per 13-12. La sua stagione da rookie si chiuse con 13 tackle, 3 sack e 2 fumble forzati in 14 presenze, nessuna delle quali come titolare.

### San Francisco 49ers
Il 2 novembre 2021 Omenihu fu scambiato con i San Francisco 49ers per una scelta del sesto giro del Draft NFL 2023.
Nel primo turno dei playoff 2022, Omenihu mise a segno 2 sack su Geno Smith nella vittoria sui Seattle Seahawks.

### Kansas City Chiefs
Il 14 marzo 2023 Omenihu firmò con i Kansas City Chiefs un contratto biennale del valore di 20 milioni di dollari.

## Palmarès
- Super Bowl : 1

Kansas City Chiefs: LVIII
- National Football Conference Championship: 1

Kansas City Chiefs: 2023